# Sala (commune)
La commune de Sala est une commune suédoise du comté de Västmanland. Environ 22 880 personnes y vivent (2020). Son chef-lieu se situe à Sala.

## Localités principales
- Kumla kyrkby
- Möklinta
- Ransta
- Sala
- Salbohed
- Sätra brunn
- Västerfärnebo